# František Rabas
František Rabas (20. září 1901 – 3. listopadu 1969 Mnichov) byl český katolický kněz, rektor kněžského semináře v Litoměřicích, generální vikář litoměřické diecéze a politický vězeň.

## Životopis
V roce 1948 nalézáme jeho jméno v katalogu litoměřické diecéze jako licenciáta teologie, ustanoveného v Církvicích za kaplana, který je zároveň referentem litoměřické konzistoře. Stal se rovněž blízkým spolupracovníkem nově ustanoveného litoměřického biskupa Štěpána Trochty. Ten ho řádně ustanovil vzhledem k zhoršujícím se podmínkám zástupcem generálního vikáře (provikář) od roku 1947 (spolu s Vojtěchem Martinů) a posléze generálním vikářem litoměřické diecéze v letech 1949–1950. K výkonu této funkce byl vybaven mimořádným zmocněním („fakultou“) zvaným „mexické fakulty“,. V případě těchto „fakult“ se jednalo dokument rozšiřující či zjednodušující pravomoci duchovních v obtížných podmínkách, vypracován papežem Piem XII. České překlady některých latinsky psaných fakult byly
vypracovány pro potřeby StB.
V roce 1950 má již doktorát z teologie. V půlročním období 1. září 1950 až 1. března 1951 je duchovním správcem litvínovského děkanství a také vykonává funkci rektora litoměřického kněžského semináře. Biskup Trochta jej, coby nového rektora litoměřického semináře, pověřil, aby sestavil návrh personálního obsazení tajného vedení diecéze, které mělo být připraveno
pro případ jeho zatčení nebo internace. Jednalo se o vytvoření tajné církevní struktury. Tato aktivita však StB nezůstala utajená, protože o ní již delší dobu věděla, a 15. ledna 1953 byl Rabas zatčen spolu s biskupem Trochtou a Františkem Vlčkem, dalším generálním vikářem pověřeným stejnými „mexickými fakultami“. Z výslechů kněží je zřejmé, že Státní bezpečnost používala řadu konfidentů uvnitř církve. Byl odsouzen ke dvaceti letům vězení.
Akta litoměřické diecéze z roku 1969 udávají, že zemřel 3. listopadu 1969 v Mnichově.